# King Biscuit Flower Hour Presents Kansas
King Biscuit Flower Hour Presents Kansas is een livealbum van Kansas. Het bevat opnamen die gemaakt werden tijdens het concert van 14 februari 1989 in het Tower Theatre te Philadelphia (Pennsylvania). Het concert vond plaats in het kader van de promotietoer voor het album In the spirit of things, een album van de Kansasformatie met Walsh en Morse, die na die tournee werd opgeheven. Het album werd pas op compact disc uitgegeven toen er (alweer) een herstart van Kansas was geweest. Het begeleidend boekwerkje bevat een promotieverhaal van de geschiedenis van de band en de tournee.

## Musici
- Steve Walsh – zang, toetsinstrumenten
- Steve Morse – gitaren
- Rich Williams – gitaren
- Greg Robert – toetsen
- Billy Greer – basgitaar
- Phil Ehart – drumstel

## Muziek
| Nr. | Titel                                                                             | Duur  |
| --- | --------------------------------------------------------------------------------- | ----- |
| 1.  | Magnum opus (Walsh, Kerry Livgren, Williams, Dave Hope, Ehart, Robbie Steinhardt) | 2:12  |
| 2.  | On big sky (Howard Kleinfeld, Michael Dan Ehmig, Walsh, Ehart, Bob Ezrin)         | 6:11  |
| 3.  | Paradox (Walsh, Livgren)                                                          | 4:11  |
| 4.  | Point of know return (Walsh, Ehart, Steinhardt)                                   | 5:16  |
| 5.  | The wall (Walsh, Livgren)                                                         | 6:04  |
| 6.  | All I wanted (Walsh, Morse)                                                       | 5:29  |
| 7.  | T.O. Witcher (Walsh, Morse)                                                       | 1:42  |
| 8.  | Dust in the wind (Livgren)                                                        | 4:27  |
| 9.  | Miracles out of nowhere (Livgren)                                                 | 6:47  |
| 10. | The preacher (Walsh, Morse)                                                       | 4:57  |
| 11. | House on fire (Walsh, Morse, Ezrin, Ehart)                                        | 12:12 |
| 12. | Carry on wayward son (Livgren)                                                    | 6:26  |

Het album werd in 2001 heruitgegeven onder de titel Dust in the wind (andere trackvolgorde) en in 2003 onder de titel Greatest hits live.